# 439

439(사백삼십구)는 438보다 크고 440보다 작은 자연수다.

## 수학
- 85번째 소수(素數)다. 앞의 소수는 433, 다음 소수는 443이다.
- {\displaystyle 439=139+149+151}
  - 연속하는 세 소수(素數)의 합으로 나타낼 수 있으며, 이 성질을 지닌 앞의 수는 425, 다음 수는 457이다.
- {\displaystyle 439=31+37+41+43+47+53+59+61+67}
  - 연속하는 소수(素數) 9개의 합으로 나타낼 수 있으며, 이 성질을 지닌 앞의 수는 401, 다음 수는 479다.

## 과학
- NGC 439(영어판): 조각가자리 방향에 있는 렌즈형은하.

## 교통

### 철도
- 수도권 전철 4호선 정부과천청사역의 역번호.

### 도로
- 일본 439번 국도(일본어판): 도쿠시마현 도쿠시마시에서 고치현 시만토시까지 이어지는 일본의 국도.
- 현도 제439호선

## 군사
- U-439(영어판, 독일어판): 제2차 세계 대전에 사용된 나치 독일의 군용 잠수함.

## 문화유산
- 대한민국의 보물 제439호: 양양 진전사지 도의선사탑
- 대한민국의 사적 제439호: 원주 강원감영

## 기타
- 연도: 439년, 기원전 439년